# Салангана сулавеська
Саланга́на сулавеська (Aerodramus sororum) — вид серпокрильцеподібних птахів родини серпокрильцевих (Apodidae). Ендемік Індонезії. Сулавеські салангани, разом із серамськими саланганами, раніше вважалися підвидом молуцької салангани.

## Опис
Довжина птаха становить 10 см. Верхня частина тіла рівномірно чорнувато-коричнева, іноді дещо світліше або сіріше. На надхвісті сірувато-біла смуга широною 6-7 мм. Нижня частина тіла сріблясто-сірі, груди блідо-коричневі. Крила широкі, другорядні махові пера дещо вигнуті. Хвіст вирізаний. У серамських саланган смуга на надхвісті більш широка і світла, у молуцьких саланган вона більш слабо виражена. Від бурих саланган сулавеські салангани відрізняються більш опереними лапами і більш світлою нижньою частиною тіла.

## Поширення і екологія
Сулавеські салангани мешкають на островах Сулавесі, Сангіхе, Сіау і Таліабу. Вони живуть переважно у вологих рівнинних і гірських тропічних лісах, на висоті до 2500 м над рівнем моря. Гніздяться в печерах. Живляться комахами, яких ловлять в польоті.